# Дастакян, Абрам Мкртычевич
Абрам Мкртычевич Дастакян (1864—1929)— министр здравоохранения и социального обеспечения Азербайджанской Демократической Республики.

## Биография
Будучи студентом Петербургского университета, примкнул к «Народной воле» и стал руководителем «Союза молодежи», в состав которого ему удалось привлечь будущего большевика М. С. Ольминского (Александрова). В 1884 году А. Н. Дастаков был привлечён к делу о «Рабочей группе Народной воли» и по высочайшему повелению подчинён гласному надзору полиции на 3 года в г. Закаталы Тифлисской губернии.
В 1890 году вместе Хатисовым А. Н. (1864—1913) Дастаков принял участие в создании партии «Дашнакцутюн», став одним из её руководителей и авторов её программы.
В должности управляющего делами совета Съезда бакинских нефтепромышленников А. Н. Дастаков находился бессменно вплоть до 1917 года.
Гласный Бакинской городской думы.
По рекомендации Бакинского армянского национального совета вошёл в состав правительства АДР в качестве министра здравоохранения.
Умер в 1929 году в Париже. Похоронен на кладбище Банье-Паризьен.